# Brachyotum lymphatum
Brachyotum lymphatum är en tvåhjärtbladig växtart som beskrevs av John Julius Wurdack. Brachyotum lymphatum ingår i släktet Brachyotum och familjen Melastomataceae.
Artens utbredningsområde är Colombia. Inga underarter finns listade i Catalogue of Life.